# Asociación Hombres y Mujeres Nuevos de Panamá
Asociación Hombres y Mujeres Nuevos de Panamá (AHMNP) es una organización por la defensa de los derechos LGBT de Panamá, siendo la primera constituida en su país y en América Central.

## Historia
La agrupación fue fundada como Asociación Hombres Nuevos de Panamá el 29 de noviembre de 1996, convirtiéndose en la primera organización LGBT del país y de América Central, siendo uno de sus fundadores el activista Ricardo Beteta Bond. En noviembre de 1997 cambió su nombre a Asociación Hombres y Mujeres Nuevos de Panamá para dar cabida a lesbianas, bisexuales y personas trans, y el 4 de septiembre de 2001 obtuvo la personería jurídica, convirtiéndose legalmente en una organización no gubernamental.
Entre las principales luchas de la AHMNP estuvo la de la despenalización de la homosexualidad en Panamá, lograda el 31 de julio de 2008; la agrupación, junto con otras organizaciones del país, buscaba en el Encuentro Mundial de VIH en Ciudad de México que se sancionara moralmente al país por mantener «legislación homofóbica». También se ha enfocado en la lucha contra el VIH/sida en el país, realizando talleres, consejerías y testeos en hombres que tienen sexo con hombres.
La AHMNP ha organizado varias de las marchas del orgullo LGBT de Ciudad de Panamá, entre ellas la de 2024, en la que se celebraba la vigésima edición; en dicha ocasión la agrupación nombró a Nathalia Estefania Eskenazi como emperatriz del evento. También ha sido organizador del Festival de Cine Gay y Lésbico de Panamá y la entrega del premio «Gran Huevo Rosa», destinado a las personalidades locales que hayan manifestado posturas homófobas.